# Hikari Takagi
Hikari Takagi (高木 ひかり Takagi Hikari?), född 21 maj 1993, är en japansk fotbollsspelare som spelar för Nojima Stella Kanagawa Sagamihara.
Hikari Takagi spelade 13 landskamper för det japanska landslaget. Hon deltog bland annat i Asiatiska mästerskapet i fotboll för damer 2018.